# Chrysacris jiamusi
Chrysacris jiamusi is een rechtvleugelig insect uit de familie veldsprinkhanen (Acrididae). De wetenschappelijke naam van deze soort is voor het eerst geldig gepubliceerd in 2002 door Ren, Zhao & Hao.